# Chahi
Chahi é uma cidade do norte do Afeganistão, localizada na província de Balkh.